# Francisco Javier Benet
Francisco Javier Benet Martín, né le 25 mars 1968 à Tétouan, Maroc, est un athlète espagnol, spécialiste du décathlon.
Il est champion d'Espagne de la discipline en 1991, 1995, 1996, 1997 et 1999.
Il détient le record national en 8 526 points depuis le 17 mai 1998 à Alhama de Murcia. 
Il participe aux Jeux olympiques de 1992, 1996 et 2000, sans parvenir, à chaque fois, à terminer dans les dix premiers du décathlon. 
Son club sportif est le CA Valencia Terra i Mar de Valence.